# 서원주초등학교
서원주초등학교는 대한민국 강원특별자치도 원주시에 있는 공립 초등학교이다.

## 학교 연혁
- 1997.01.29 서원주초등학교 설립인가
- 2000.09.01 개교(1-5학년 13학급편성, 학생수 533명)
- 2001.03.01 유치원 1학급 개원
- 2006.09.01 교육인적자원부 초등영어교육 연구학교 지정
- 2010.02.11 제9회 졸업식 거행
- 2010.03.01 제4대 최준희 교장 부임
- 2011.02.11 제10회 졸업식 거행
- 2011.03.01 40학급 편성, 유치원 1학급
- 2012.02.10 제11회 졸업식 거행
- 2012.03.01 40학급 편성, 유치원 1학급
- 2012.03.01 제5대 지종기 교장 부임
- 2013.02.15 제12회 졸업식 거행
- 2013.03.01 38학급 편성, 유치원 1학급
- 2014.02.21 제13회 졸업식 거행
- 2014.03.01 37학급 편성, 유치원 1학급
- 2014.09.01 제6대 신동철 교장 부임
- 2015.02.13 제14회 졸업식 거행
- 2015.03.01 37학급 편성, 유치원 1학급

## 참고 자료
- 서원주초등학교 - 한국교육학술정보원 학교알리미